# The Recreation Ground
Pour les articles homonymes, voir Recreation Ground (homonymie) et REC.
The Recreation Ground (the Rec) est une grande enceinte située dans le centre de Bath à proximité de la rivière Avon utilisée pour des divertissements culturels par les habitants de la ville. Le stade est aussi utilisé (environ 27 % du temps) pour des manifestations sportives, principalement pour les matchs du club de rugby de Bath Rugby. Pendant l'été, la tribune est du stade est enlevée afin d'accueillir deux matchs du Somerset County Cricket Club à l'occasion du Bath Cricket Festival. Le pavillon de cricket se situe à l'entrée côté William Street. La partie est du stade est aussi utilisée par le club de Hockey de Bath. 
Au cours de son histoire, le stade a été inondé plusieurs fois par la rivière Avon, et malgré des travaux entrepris depuis les années soixante pour éviter les débordements de la rivière, le stade reste très boueux après de fortes pluies.